# Coryphantha jalpanensis
Coryphantha jalpanensis är en kaktusväxtart som beskrevs av Franz Georg Philipp Buchenau. Coryphantha jalpanensis ingår i släktet Coryphantha, och familjen kaktusväxter. Inga underarter finns listade i Catalogue of Life.

## Bildgalleri

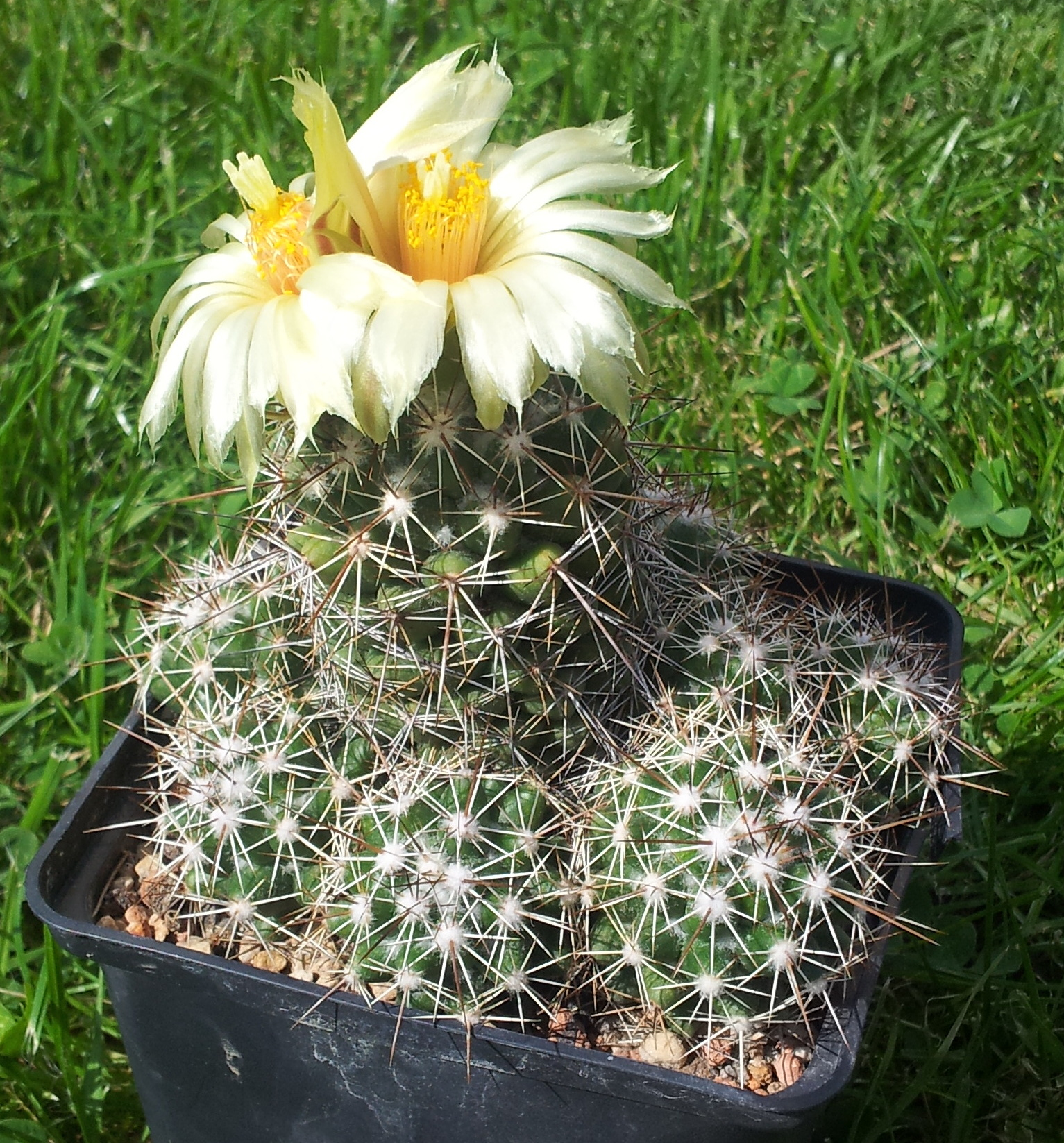